# Veřejnoprávní médium
Veřejnoprávní médium (nebo také médium veřejné služby) je označení masmédia, které má příjem z veřejných peněz (prostředků) a právně definovaný rozsah a povinnosti. Cílem provozování veřejnoprávních médií je zabránit zneužití médií politickými stranami a podpořit média jako čtvrtý pilíř demokracie. Zpravidla se jedná o televizi nebo rozhlas, v České republice se veřejnoprávním médiem ze zákona v roce 1992 staly Český rozhlas, Česká televize a Česká tisková kancelář. Česká tisková kancelář ovšem definici nevyhovuje plně, protože má definované povinnosti, ale nemá příjem z veřejných prostředků.

## Vznik

Logo BBC

Za první veřejnoprávní médium je považována rozhlasová a televizní společnost British Broadcasting Corporation (BBC) se vznikem v roce 1922 jako komerční společnost, která se v roce 1927 transformovala do média veřejné služby. Vstup veřejnoprávních médií na evropský kontinent je spojen s koncem 2. světové války, např. v Německu pod tlakem vítězných spojenců vzniká společnost regionálních veřejnoprávních vysílatelů ARD či rakouská rozhlasová a televizní společnost ORF. V USA veřejnou službu zajišťuje televize PBS a rozhlas NPR. Pravidelné rozhlasové vysílání v Československu bylo zahájeno 18. května 1923 v Praze-Kbelích společností Radiojournal – předchůdcem dnešního Českého rozhlasu.

## Technologický pokrok
Veřejnoprávní média začínala v podobě televizního vysílání či rozhlasu, dané komunikační kanály se dodnes standardně užívají. Činnost byla však rozšířena i na další novější komunikační kanály, nejvýrazněji sociální sítě, kde jsou zprávy šířeny skrze psané příspěvky, podcasty, online videa i tzv. ‘shorts’ (velmi krátké video na jakékoliv téma). V digitálním prostoru provozují veřejnoprávní média také vlastní dedikované webové stránky. např. oficiální stránka BBC

## Koncepce
Novinář Karel Hvížďala uvádí zásady média veřejné služby:
- pluralisticko-stranická neutralita – nezávislost na politických stranách a hospodářských korporacích, přístup do média umožněn všem za stejných podmínek.
- objektivita – míra kvality zprávy, jako věrnost reprodukované zprávy skutečné události. Mimo jiné vyžaduje nejméně dva nezávislé zdroje. Objektivní zpravodajství má být nestranné, věcné a věrné skutečnosti.
- vyváženost – prostor média je určen nejen pro majoritní názory, ale i relevantní menšinové. Uplatňuje se tzv. Okrentův zákon: "Snaha dosáhnout (v komentáři) rovnováhu může vést k nerovnováze, protože někdy je taková i skutečnost."[5][6]
- etický kodex média a redaktora – vychází ze zásad Mezinárodní federace novinářů z roku 1954 a rezoluce Rady Evropy. Řeší odpovědnost za pravdivost, práce se zdroji, respektování soukromí, vztah k politickým stranám, vystupování v jiných mediích, reklamách a jiné komerci. V kodexu jsou definovány dvě paralelní nezávislé struktury média: ředitelské (zodpovědnost radě, řízení, ekonomie, personalistika, ochrana redaktorů) a redaktorské (obsah média, personalistika redakcí). Popsána je jejich spolupráce a efektivní řešení případných sporů.[7]

Např. Česká televize má zákonem vymezenou činnost mimo jiné "poskytovat objektivní, ověřené, ve svém celku vyvážené informace pro svobodné vytváření názorů".

## Finance a kontrola
Zdroji financí pro médium jsou přímá nebo nepřímá daň, poplatek koncesionáře nebo dotace. Mediální rada kontroluje naplňování veřejné služby a chrání médium před politickými tlaky. “Návrh na jmenování do rady předkládají organizace představující kulturní, regionální, sociální, odborové, zaměstnavatelské, náboženské, vzdělávací, vědecké, ekologické a národnostní zájmy." Pouze formálně jsou voleni zpravidla parlamentem, nebo prezidentem a je po funkční období neodvolatelná, funkce je čestná. Rada volí ředitele média, který je po funkční období radou neodvolatelný. Mediální radu doplňuje tisková rada, orgán nezávislých odborníků s možností hodnotit médium veřejné služby, jehož jediným nástrojem je verbální kritika.
V České republice jsou finance zprostředkované skrze koncesionářské poplatky, které dle zákona odvádějí všechny domácnosti vlastnící televizní a rozhlasový přijímač. Výši poplatků stanovuje Parlament České republiky.
Regulace veřejné služby se dá rozdělit do čtyř různých modelů. V Řecku, Portugalsku a Španělsku existuje stále takzvaný vládní model, kde si vláda na veřejnoprávní média ponechává určitý vliv. Profesní model odděluje nejpřísněji provoz od politiky, funguje v BBC, kanadské CBC a ve skandinávských zemích. Parlamentní model (proporční) funguje v Itálii a Rakousku, zde byly kanály dříve dokonce rozděleny mezi politické strany. Občanský model (korporativistický) funguje v Německu a v Česku, kontrola veřejné služby je rozdělena mezi různé sociálně relevantní složky společnosti a politické skupiny.

## Veřejnoprávní média v České republice
V České republice funguje duální mediální systém. Souběžně s veřejnoprávními médii existují také komerční neboli soukromá média.

### Etický kodex
Veřejnoprávní média mají povinnost řídit se Etickým kodexem veřejnoprávních médií. Kodex obsahuje několik základních principů, jako jsou dodržování práva na odpovědnost, nezávislost, etické a profesionální standardy, dodržování standardů ochrany soukromí a ochrany autorských práv. Kodex dále zakazuje veřejnoprávním médiím propagovat politické strany a obsahuje pravidla o reklamě a sponzoringu.

## Univerzalita
Významnou rolí veřejnoprávních médií je poskytovat své služby všem, média fungují na mnoha platformách, aby uživatelům nebyl odepřen přístup z důvodu věku, technologické znalosti či absence dané technologie. Obsah je také přizpůsobován pro znevýhodněné skupiny. V případě České televize je to dáno i zákonem o ní ve znění: “opatřuje alespoň 70 % vysílaných pořadů skrytými nebo otevřenými titulky a alespoň 2 % vysílaných pořadů vyrábí v českém znakovém jazyce nebo opatřuje simultánním tlumočením do českého znakového jazyka pro osoby se sluchovým postižením a dále alespoň 10 % vysílaných pořadů zpřístupňuje pro osoby se zrakovým postižením.“

## Vedlejší činnosti
Mimo provoz celoplošného digitálního vysílání, rozhlasu a poskytování objektivního, nezaujatého zpravodajství spadá pod činnosti veřejnoprávních médií celá další škála aktivit. Ve veřejnoprávních médiích je dáván prostor kvalitnější umělecké tvorbě, čímž zajišťují kulturní vzdělanost a pestrost populace. S tím souvisí tvorba a správa rozsáhlých archivních fondů. Veřejnoprávní média opatřují zahraniční díla dabingem či titulky a následně je vysílají jak dabované, tak v originálním znění. Poskytují své audiovizuální mediální služby na vyžádání. Podporují filmovou tvorbu a projekty na státní úrovni.